# Le Septième Voile
Pour plus de détails, voir Fiche technique et Distribution.
Le Septième Voile (The Seventh Veil) est un film britannique réalisé par Compton Bennett, sorti en 1945.

## Synopsis
Après la tentative de suicide d'une célèbre pianiste, Francesca Cunningham, un psychiatre, le docteur Larson, tente de remonter aux racines de son traumatisme. Orpheline, la jeune Francesca a été recueillie par son cousin éloigné, Nicholas. Ce dernier a pris conscience de son talent musical et en fait une virtuose reconnue. Il l'isole de tout ce qui peut contrarier sa carrière et donc, des hommes qui entrent dans sa vie : Peter Gay, un musicien américain rencontré lors de ses études au Royal College of Music, et Maxwell Leyden, un peintre mondain que Nicholas a engagé pour réaliser le portrait de sa pupille.

## Fiche technique
- Titre français : Le Septième Voile
- Titre original : The Seventh Veil
- Réalisation : Compton Bennett
- Scénario : Muriel Box et Sydney Box
- Photographie : Reginald Wyer
- Montage : Gordon Hales
- Musique : Benjamin Frankel
- Producteur : Sydney Box
- Société de production :
- Société(s) de distribution : General Film Distributors
- Pays d'origine :  Royaume-Uni
- Langue originale : anglais
- Format : noir et blanc — 1,37:1 — Format 35 mm – son : Mono
- Genre : drame psychologique, musical
- Durée : 94 minutes
- Dates de sortie :
  - Royaume-Uni : 18 octobre 1945
  - États-Unis : 15 février 1946
  - France : 30 avril 1947
- Affiche : Boris Grinsson (France)

## Distribution
- James Mason : Nicholas
- Ann Todd : Francesca
- Herbert Lom : Dr Larsen
- Hugh McDermott : Peter Gay
- Albert Lieven : Maxwell Leyden
- Yvonne Owen : Susan Brook
- John Slater : James
- David Horne : Dr Kendall

## Production et accueil
Tourné avec un petit budget de moins de cent mile livres sterling, Le Septième Voile a été le plus grand succès au box-office britannique de 1945. En février 1948, les recettes du film dépassaient les deux millions de livres sterling dans le monde.
Selon l'acteur James Mason, le scénario originel se terminait avec Francesca choisissant Peter comme celui qu'elle aime. Mason et sa femme Pamela Kellino pensaient qu'une telle fin « n'allait pas » (was wrong) et était « plutôt inintéressante » (was rather dull).
La musique du film a été écrite par Benjamin Frankel (crédité sous le nom de Ben Frankel) avec des œuvres originales pour piano de Chopin, Mozart et Beethoven, ainsi que des parties des deuxièmes concertos pour piano de Grieg et Rachmaninov.
La doublure pour les mains d'Ann Todd dans les scènes de piano est Eileen Joyce (son nom n'apparaît pas au générique). Eileen a également réalisé un court-métrage pour aider l'actrice à s'entraîner et l'a coachée personnellement pour les mouvements de bras. Ce sont les mains d'Eileen Joyce que l'on voit dans tous les gros plans.

## Genèse
Ce film est l'un des premiers à avoir utilisé la psychothérapie comme ressort dramatique. Les scénaristes et coproducteurs Sydney et Muriel Box ont eu l'idée du film après avoir été missionnés pour filmer un documentaire sur des soldats souffrant de traumatismes de guerre (obusite) et qui étaient soignés par hypnose et par l'utilisation de "sérums de vérité". Muriel a écrit le scénario et Sydney a ensuite produit le film. Le couple Box avait, dans un premier temps, envisagé de faire un film bien plus avant-gardiste, avec un « théâtre d'ombre » centré autour de la protagoniste principale, Francesca, la pianiste psychotique.
Le film s'appelait tout d'abord Close Up.

## Distinctions
Le film a été présenté en sélection officielle en compétition au Festival de Cannes 1946.
Il a été élu meilleur film pour le prix Picturegoer de 1945.
Il a reçu l'Oscar du meilleur scénario en 1945, attribué à Muriel et Sydney Box.
En 2013, il était encore classé 10e dans les films britanniques les plus populaires.